# Giovanni Delfino (doża)

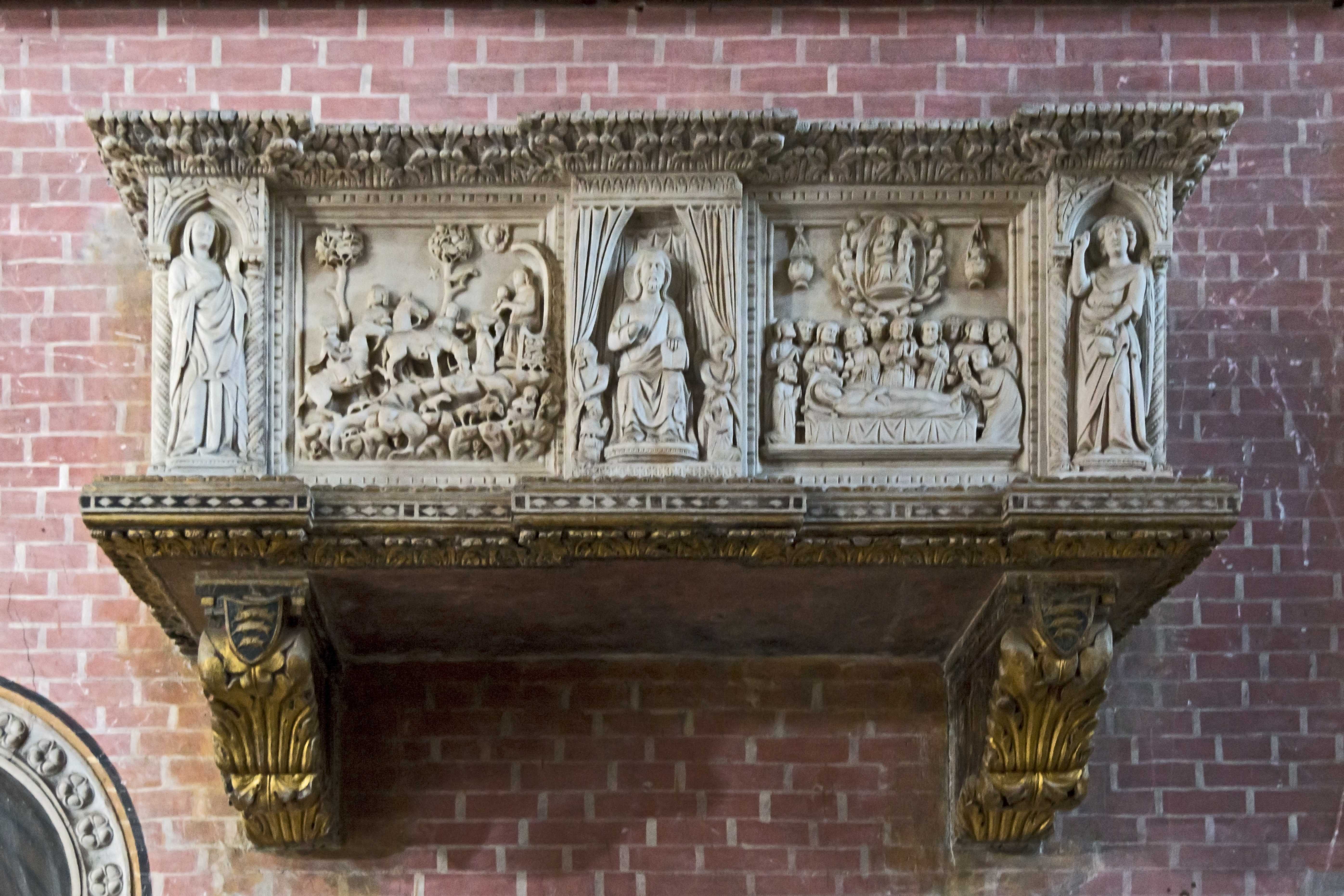
Grób doży Wenecji.

Giovanni Delfino lub Giovanni Dolfin – doża Wenecji od 1356 do 1361.